# Atelier photographique de Milan Jovanović
L'atelier photographique de Milan Jovanović (en serbe cyrillique : Фотографски атеље Милана Јовановића ; en serbe latin : Fotografski atelje Milana Jovanovića) est situé à Belgrade, la capitale de la Serbie, dans la municipalité urbaine de Stari grad. Construit en 1903, il est inscrit sur la liste des biens culturels de la Ville de Belgrade.

## Présentation
En 1903, cinquante ans après l'arrivée de la photographie en Serbie, le premier atelier photographique a été construit à Belgrade pour le photographe de cour Milan Jovanović d'après des plans de l'architecte Milan Antonović, l'un des pionniers de l'Art nouveau à Belgrade. Il est situé 40 Terazije.
La maison a été conçue pour accueillir le studio photographique situé au premier étage, tandis que l'accueil était situé au rez-de-chaussée. Le bâtiment mêle des éléments structuraux académiques, avec une division horizontale, à des éléments plus modernes, notamment une série de fenêtres avec un encadrement en bois à l'étage supérieur et des décorations plastiques sur les avancées sur la façade principale, ornée de putti et de motifs floraux.
La façade en verre a été remplacée par une structure en briques, avec un balcon en fer forgé.